# Маяк (Курганская область)
Маяк — деревня в Юргамышском районе Курганской области. Входит в Вилкинский сельсовет.

## История
До 1917 года входила в состав Мишкинской волости Челябинского уезда Оренбургской губернии. По данным на 1926 год состояла из 221 хозяйства. В административном отношении являлась центром Маякского сельсовета Мишкинского района Челябинского округа Уральской области.

## Население
| 1989 | 2002 | 2010 |
| ---- | ---- | ---- |
| 105  | ↘86  | ↘25  |

По данным переписи 1926 года в деревне проживало 949 человек (423 мужчины и 526 женщин), в том числе: русские составляли 100 % населения.